# Сентер (Колорадо)
Сентер (енгл. Center) град је у америчкој савезној држави Колорадо.

## Демографија
По попису из 2010. године број становника је 2.230, што је 162 (-6,8%) становника мање него 2000. године.
| Група             | 2000.         | 2010.         |
| Белци             | 283 (11,8%)   | 229 (10,3%)   |
| Афроамериканци    | 5 (0,2%)      | 10 (0,4%)     |
| Азијати           | 6 (0,3%)      | 0 (0,0%)      |
| Хиспаноамериканци | 2.059 (86,1%) | 1.949 (87,4%) |
| Укупно            | 2.392         | 2.230         |